# یواس‌اس نوا (دی‌دی-۸۴۱)
یواس‌اس نوا (دی‌دی-۸۴۱) (به انگلیسی: USS Noa (DD-841)) یک کشتی بود که طول آن ۳۹۰ فوت ۶ اینچ (۱۱۹٫۰۲ متر) بود. این کشتی در سال ۱۹۴۵ ساخته شد.